# Chữ nho

chữ Hán, chữ nho, Hán tự, Hán Nôm

Chữ nho, literalmente "caracteres chineses confucionistas," ou ainda "escrita do Sul", era uma forma de a língua chinesa escrita, usada para o governo do Vietnã do domínio chinês (111 aC) até o período colonial francês (1890). A partir do século XV até o início do século XX, a língua chinesa conviveu com chữ nôm para a língua vietnamita vernácula escrito em caracteres chineses adaptados.
Esse sistema logográfico que era a única maneira de se anotar a língua vietnamita no século IV e era usado pelas elites educadas em língua chinesa.  A escrita Chu nom está hoje completamente desaparecida no  Vietnã e foi substituída pela romanização por meio do alfabeto latino devidamente marcado com os diacríticos, o Quoc Ngu.

## Origens
A escrita Chu nom foi originalmente conhecida como  'Quoc sou' (国 音, literalmente "pronúncia nacional") e deve ter surgido por voltado século X,  substituindo o antigo Chu nho (que pode ser utilizado por estudiosos e baseou-se escrita medieval chinesa, mas não é muito adequado à pronúncia sino-vietnamita) para melhor refletir a pronúncia vietnamita clássica.
Após a independência do Vietnã em relação à China em 939, os intelectuais começaram a desenvolver o seu próprio sistema de escrita, 'Quoc sou', sempre com base nos sinogramas Chineses (como o velho chu nho), mas visando a língua vietnamita (ambas as línguas tinham muito mais comum). O antigo nome do Vietnã, Dai Viet, era em Quoc. Uma inscrição Quoc foi encontrada sobre um sino bronze datado de 1076, mas a precisão dessa data é questionável. A partir dessa época e por quase 1000 anos, o Vietnã foi expresso quase que exclusivamente em Quoc (mais tarde Chu Nom), seja literatura, filosofia, história, leis, decretos, etc .
O 'Chu Nom' é uma adaptação desse Quoc, que passou a se desenvolver (excluindo algumas formas residuais da antiga chu nho) num caráter chinês vietnamita adicional específico (não necessariamente fonético) para expressar de forma exclusiva o Vietnamita (clássico e moderno). A mudança do nome da escrita deste texto não reflete diferenças na escrita em si, mas a sua evolução e adaptação, que ocorreu ao mesmo tempo que a própria linguagem sinográfica. O registro mais antigo conhecido de comprovadamente Chu nom  é de 1209 e está numa estela do templo de Bao An. Durante os 14 anos de reinado dos imperadores da Dinastia Tây (1788-1802), todos os documentos administrativos foram escritos em Chu Nom e no século XVIII, a maioria dos grandes poetas e escritores escreveram também em Chu Nom.
Com a criação no século século XVII do Quoc Ngu - uma transcrição baseada na alfabeto latino - a chu nom desapareceu gradualmente. Além disso, em 1920, o governo colonial emitiu um decreto contra o seu uso em favor Quoc Ngu. Esse fenômeno de desaparecimento evoluiu a tal ponto que, hoje, a menos de 100 especialistas são capazes de ler fluentemente Chu nom e 80 milhões de falantes vietnamitas não têm assim acesso à história escrita do Vietnã. Alguns monges budistas, bem como Jing (exilados vietnamitas na China) geralmente são capazes de decifrar um texto Chu Nom.
No entanto, em cópia impressa, papel de parede, objetos de decoração, conjuração, religiosa, escultura, etc., os caracteres Chu nom têm seu lugar especial em importantes eventos como casamentos, festas, funerais e em vários cultos.
Esforços do governo vietnamita têm sido feitos para dar um lugar no Chu Nom no sistema de ensino, a fim de preservar tal conhecimento de um patrimônio cultural de mais de 1.000 anos de civilização vietnamita antes da colonização francesa (depois do outros mil anos de domínio chinês). Os caracteres específicos Nom Chu foram incluídos na norma Unicode e há softwares para que se use tal escrita.

## Princípios
Os sinogramas originalmente eram usados exclusivamente para  anotar o Chu nho do Chinês clássico, Depois, o se estendeu seu uso com caracteres de várias formas, bem como as novos sinogramas foram criados, como o Kokuji para a língua japonesa.
Existem vários tipos de estruturas que podem ser subdivididas em diversas categorias

### Estrutura simples (chữ vay mượn đơn)
- Fonética (mesma pronúncia conf. caracteres ou aproximada): idêntica ou modificada (morfologicamente simplificada): 卒 (Tót = boa qualidade) 意 (y = ... este)
- Semântica (significado de caracteres geralmente idênticos): idênticos ou modificados (morfologicamente simplificados): 莲 (sen = lótus) 爫 (làm = fazer)

### Caracteres compostos (chữ tự tạo)
- a. com dois caracteres (ou elementos) semânticos : 𡗶 (trời=Paraíso, Dieu), 𠆳 (trùm=Chefe, pontífice, magnata), …
- b. com dois caracteres (ou elementos) : 𢁋 (trăng=lua), …
- c. com dois caracteres (ou elementos) semânticos ou fonéticos : 𠫾 (đi=ir, andar), 𡎢 (ngồi=sentar), 唭 (cười=rir, sorrir), …
- d. um caráter semântico ou fonético e um sinal de diferenciação (dois tipos chamados Dấu nháye  e Nhay ca) 叨 (= levar durante) 𡀬 (túi = sentir-se humilhado, sentir pena de si mesmo) ...

Nota: Os caracteres (a) são muito limitados. Aqueles que estão em (b) são limitados e parecem se relacionar apenas com a palavras antigas e originais duplas: bl-, tl-, ml-... Os caracteres (c) são, com “empréstimos” fonéticos simples, os mais simples. Até hoje, é difícil dizer que há também caracteres que consistam de mais de dois elementos. Caracteres “emprestados” de outras línguas e escritas são usados de modo semântico ou fonético, sozinhos ou combinados, podendo ser simplificados. Isso é especialmente verdadeiro para os compostos em que os caracteres com muitos traços tendem a sofrer remoção de alguns e simplificação.

### Empréstimos semânticos
Muitas palavras foram emprestadas como em vietnamita e são escritas com o caractere chinês que foi usado para identificar o termo original em chinês. Por exemplo: VI 味 "gosto" (wei' em mandarim moderno), Nien 年' "ano" (' nian mandarim moderno). Além disso, há muitas palavras “lexicadas” em  vietnamita, mesmo antes da introdução do Han Tu e, portanto, mantiveram uma pronúncia mais arcaica. Esses termos também são anotados com o sinograma correspondente em chinês clássico. Exemplos de sinogramas tradicionais chineses emprestado: 味' mui (equivalente a' Vi em vietnamita, "gosto") 年 Nam (equivalente a Nien' vietnamita, "anos") .

### Empréstimos fonéticos
Uma grande quantidade de palavras vietnamitas é classificada por sinogramas cujo significado não lhes corresponde, mas são usadas foneticamente (por exemplo, como no japonês ateji): estes são os Chu Gia tá (𡨸 假借), "palavras emprestadas" Esses caracteres têm um valor somente fonético e  seu significado original não é levado em consideração. Isso faz com que esses caracteress assumem um novo significado ou vários significados que se tornam seus próprios.

### Caracteres criados
Muitos novos símbolos foram inventados para atender palavras vietnamitas (semelhante ao caso japonês kokuji):  Propriedades dos substantivos, sendo  essas são as chu nom Thuan Estes novos logogramas são muitas vezes fonogramas ideológicos, ou seja, caracteres emprestados por sua pronúncia à qual foi  adicionado um radical sinograma numa nova análise semântica, formando assim um novo caractere. Em alguns casos, já havia um conjunto de caracteres chineses semelhante, mas com um significado diferente.